# Maryna Szez
Maryna Mikalajeuna Szez (belarussisch Марына Мікалаеўна Сцец, engl. Transkription Marina Nikolaevna Stets; * 21. Februar 1973 in Minsk, Sowjetunion) ist eine ehemalige belarussische Tennisspielerin.

## Karriere
Szez gewann während ihrer Karriere einen Einzel- und elf Doppeltitel des ITF Women’s Circuits.
Sie spielte 1994 und 1995 für die belarussische Fed-Cup-Mannschaft, konnte aber keine ihrer vier Partien gewinnen.

## Erfolge

### Einzel

#### Turniersiege
| Nr. | Datum        | Turnier  | Kategorie   | Belag           | Finalgegnerin       | Ergebnis      |
| --- | ------------ | -------- | ----------- | --------------- | ------------------- | ------------- |
| 1.  | Oktober 1997 | Šiauliai | ITF $10.000 | Teppich (Halle) | Nadseja Astrouskaja | 6:3, 4:6, 6:1 |

#### Finalteilnahmen
| Nr. | Datum          | Turnier | Kategorie   | Belag           | Siegerin            | Ergebnis        |
| --- | -------------- | ------- | ----------- | --------------- | ------------------- | --------------- |
| 1.  | September 1994 | Varna   | ITF $10.000 | Sand            | Anne Kremer         | 7:65, 6:74, 1:6 |
| 2.  | Oktober 1998   | Minsk   | ITF $10.000 | Teppich (Halle) | Nadseja Astrouskaja | 1:6, 1:6        |

### Doppel

#### Turniersiege
| Nr. | Datum          | Turnier  | Kategorie   | Belag             | Partnerin              | Finalgegnerinnen                      | Ergebnis      |
| --- | -------------- | -------- | ----------- | ----------------- | ---------------------- | ------------------------------------- | ------------- |
| 1.  | Oktober 1994   | Kiew     | ITF $10.000 | Sand              | Natalia Noreiko        | Natalija Bilezka Olena Tatarkowa      | 2:6, 7:5, 6:3 |
| 2.  | Oktober 1994   | Odessa   | ITF $10.000 | Sand (Halle)      | Natalia Noreiko        | Natalija Bilezka Natalia Bondarenko   | 7:6, 4:6, 6:4 |
| 3.  | Oktober 1994   | Moskau   | ITF $10.000 | Hartplatz (Halle) | Natalia Noreiko        | Margarita Amelina Nadia Streltsova    | 6:0, 6:0      |
| 4.  | Oktober 1994   | Jūrmala  | ITF $10.000 | Hartplatz (Halle) | Natalia Noreiko        | Linda Jansson Anna-Karin Svensson     | 6:1, 7:5      |
| 5.  | Juli 1995      | Olsztyn  | ITF $10.000 | Sand              | Natalija Njemtschynowa | Katarzyna Malec Katarzyna Teodorowicz | 6:2, 6:2      |
| 6.  | September 1995 | Kiew     | ITF $10.000 | Sand              | Natalija Njemtschynowa | Talyna Bejko Tanja Tsiganii           | 6:1, 6:4      |
| 7.  | Mai 1996       | Olsztyn  | ITF $10.000 | Sand              | Natalija Njemtschynowa | Cornelia Grünes Loretta Sheales       | 0:6, 6:1, 6:4 |
| 8.  | Oktober 1996   | Šiauliai | ITF $10.000 | Teppich (Halle)   | Natalia Bondarenko     | Katarzyna Teodorowicz Anna Żarska     | 6:1, 6:4      |
| 9.  | Oktober 1997   | Minsk    | ITF $10.000 | Teppich (Halle)   | Antonina Grib          | Elena Krutko Helen Laupa              | 6:2, 6:1      |
| 10. | Oktober 1997   | Minsk    | ITF $10.000 | Teppich (Halle)   | Tazzjana Putschak      | Jana Macurová Gabriela Navrátilová    | 6:4, 6:2      |

#### Finalteilnahmen
| Nr. | Datum        | Turnier  | Kategorie   | Belag             | Partnerin          | Siegerinnen                           | Ergebnis       |
| --- | ------------ | -------- | ----------- | ----------------- | ------------------ | ------------------------------------- | -------------- |
| 1.  | Oktober 1993 | Moskau   | ITF $10.000 | Hartplatz (Halle) | Natalia Noreiko    | Jana Dorodnova Natalija Njemtschynowa | 7:65, 2:6, 3:6 |
| 2.  | Oktober 1995 | Šiauliai | ITF $10.000 | Hartplatz         | Natalia Noreiko    | Natalja Jegorowa Maria Marfina        | 6:2, 3:6, 6:74 |
| 3.  | Oktober 1995 | Jūrmala  | ITF $10.000 | Hartplatz (Halle) | Natalia Noreiko    | Natalija Bilezka Natalia Bondarenko   | 5:7, 1:6       |
| 4.  | Oktober 1995 | Moskau   | ITF $10.000 | Hartplatz (Halle) | Natalia Noreiko    | Anna Linkowa Natalija Njemtschynowa   | 2:6, 6:2, 3:6  |
| 5.  | Oktober 1996 | Jūrmala  | ITF $10.000 | Teppich (Halle)   | Natalia Bondarenko | Helena Fremuthová Blanka Kumbárová    | 6:0, 6:71, 3:6 |
| 6.  | Oktober 1996 | Jūrmala  | ITF $10.000 | Teppich (Halle)   | Natalia Bondarenko | Nadseja Astrouskaja Wera Schukawez    | 6:3, 3:6, 4:6  |